# Protocole DICT
Pour les articles homonymes, voir DICT.
DICT est un protocole de communication utilisé pour implémenter des fonctionnalités de dictionnaire. Ce protocole a été créé par le «DICT Development Group», et est décrit par le document RFC 2229. Son but est de proposer une meilleure alternative au protocole Webster, permettant aux clients d'accéder à plusieurs dictionnaires à la fois.
Plusieurs dictionnaires libres sont disponibles au format DICT :
- Free On-line Dictionary of Computing
- V.E.R.A. (Virtual Entity of Relevant Acronyms)
- Hitchcock's Bible Names Dictionary
- WordNet
- Jargon File
- The Devil's Dictionary ((c) 1911)
- Elements database
- U.S. Gazetteer (1990)
- Webster's Revised Unabridged Dictionary (1913)
- CIA World Factbook
- Easton's 1897 Bible Dictionary
- Dictionnaires bilingues freedict

Ces dictionnaires combinés sont offerts par le Free Internet Lexicon and Encyclopedia